# 860 TCN
860 TCN là một năm trong lịch La Mã.